# Mitsumune Shinkichi
Shinkichi Mitsumune (光宗 信吉 Mitsumune Shinkichi) (nacido el 8 de octubre de 1963) es un compositor japonés que compone música básicamente para anime japonés. Entre sus trabajos más destacados se encuentran las bandas sonoras para Shōjo Kakumei Utena y Yu-Gi-Oh!: Duel Monsters.

## Biografía
Mitsumune nació en la ciudad de Fukuoka, prefectura de Fukuoka y está graduado en la Universidad de Rikkyo. Empezó a estudiar música a la edad de 4 años. Después de graduarse se convirtió en el teclista de una banda con la cual realizó varias giras por Japón, tras lo cual realizó colaboraciones con otros músicos, como Yukie Nishimura. En 1995, empezó a mostrar sus habilidades componiendo música para anime y los créditos de películas con una orquesta.

## Discografía

### TV
- Nurse Angel Ririka SOS (1995)
- NG Knights Lamune & 40 Fire (1996)
- Revolutionary Girl Utena (1997)
- Yu-Gi-Oh! (1998)
- Cyber Team in Akihabara (1998)
- Yu-Gi-Oh! Duel Monsters (2000)
- Little Snow Fairy Sugar (2001)
- Dragon Drive (2002)
- Green Green (2004)
- Green Green Thirteen: Erolutions  (2004)
- Rozen Maiden (2004-2005)
- Negima!: Magister Negi Magi (2005)
- Speed Grapher (2005)
- Rozen Maiden: Träumend (2005)
- Hanbun no Tsuki ga Noboru Sora (2006)
- Zero no Tsukaima (2006)
- Asatte no Houkou (2006)
- Rozen Maiden: Ouvertüre (2006)
- Zero no Tsukaima: Futatsuki no Kishi (2007)
- Rocket Girls (2007)
- Sky Girls (2007)
- Zero no Tsukaima: Princesses no Rondo (2008)

### OVA
- FLCL (2000)
- Love Hina Again (2002)
- Sky Girls (2006)

### Teatro
- Love and Pop (directo) (1998)
- Revolutionary Girl Utena (1999)
- Cyber Team in Akihabara (1999)

### Contribuciones
- Para Megumi Hayashibara: Nostalgic Lover, Cherish Christmas, Asu ni Nare
- Para Maria Yamamoto: Snow Flower
- Para Power Puff Souls